# Château de Boltaña
Le château de Boltaña est un château espagnol construit au dessus de la ville de Boltaña, dans la communauté autonome d'Aragon.

## Source de la traduction
- (es) Cet article est partiellement ou en totalité issu de l’article de Wikipédia en espagnol intitulé « Castillo de Boltaña » (voir la liste des auteurs).